# Unser Haus (Film)
Unser Haus ist ein deutsches Fernseh-Filmdrama des Regisseurs Hartmut Griesmayr aus dem Jahr 1991 mit Hans-Peter Korff und Ursela Monn in den Hauptrollen. Produziert wurde der Film von der Aurora Television in Zusammenarbeit mit der DEFA. Die Erstausstrahlung erfolgte am 30. September 1991 im ZDF.

## Handlung
Kurt Wrede aus West-Berlin will sich seinen Kindheitstraum von seinem Familienhaus im Naturpark Märkische Schweiz, das er 1955 zwangsweise mit seiner Mutter verlassen musste, erfüllen. Seit der Deutschen Wiedervereinigung hat er darauf auch einen Rechtsanspruch. Im Haus wohnt mittlerweile seit dreieinhalb Jahrzehnten das Ehepaar Jochen und Karla Gleinich, die ihr trautes Heim unter keinen Umständen aufgeben wollen. Sorgen machen sie sich aber schon, schließlich ist ihnen die Sachlage bekannt. Jochen Gleinich versucht beim ersten Gespräch mit Kurt Wrede sachlich zu bleiben, aber Wredes Absicht nun wieder hier leben zu wollen, macht ihm den Ernst der Lage klar. Gleinich sucht Rat bei  Dr. Olbert, einem alteingessenen Bewohner des Ortes, der vor dem gleichen Problem steht, doch bringt ihn das nicht wirklich weiter.
Es dauert nicht lange und Kurt Wrede taucht erneut auf, diesmal mit seiner Frau, die sogleich den schönen Garten bewundert. Gleinich erklärt ihr, dass dies eine Grassteppe gewesen sei und sie eben was draus gemacht hätten. Ebenso legt er einen Kaufvertrag vor, der beweist, dass er das Haus samt Grundstück von der Gemeinde gekauft hatte. Wrede hat lediglich einen alten Grundbuchauszug von 1938, der beweisen soll, dass es sein Haus wäre. Unverzüglich setzt sich Wrede mit dem Grundbuchamt in Verbindung, um sich den aktuellen Grundbuchauszug abzuholen. Leider bekommt er diesen nicht sofort, sondern wird vertröstet. Aufgrund des großen Ansturms muss er mit zwei Jahren Wartezeit rechnen. Wrede ist enttäuscht, lässt es sich aber nicht nehmen trotzdem wieder nach Glindow zu fahren, auch wenn er hier nicht willkommen ist. Dennoch ist er über die Hilfsbereitschaft der Leute im Ort angetan, denn als sein Auto plötzlich eine Panne hat, bietet Gleinich Wrede an, ihn nach Potsdam mitzunehmen. Die Zeit im Auto nutzen sie für Gespräche, aber Verständnis für einander fällt beiden schwer.
Unerwartet erhält Wrede doch schon sehr schnell den aktuellen Grundbuchauszug, was ihm aber gar nicht weiterhilft, denn die Namen seiner Eltern als Besitzer sind durchgestrichen und Gleinich steht amtlich als Eigentümer auf dem Papier. Das will Wrede nicht so einfach hinnehmen und fährt umgehend zu den Gleinichs. Er betitelt sie als Diebe seines Hauses, was Jochen Gleinich nicht auf sich sitzen lässt und kontert, denn schließlich hätte er das Haus im guten Glauben gekauft und diese Absicht würde genügen, damit der Kaufvertrag auch unter bundesdeutschem Recht Geltung behält. Doch Wrede kündigt an, ihn nicht in Ruhe lassen zu wollen. Wredes Frau meint, er solle einen Rechtsanwalt einschalten, aber auch hier ist aufgrund der vielen Eigentumsrückführungen die Wartezeit entsprechend lang. Eine Chance tut sich auf als Wrede erfährt, dass Gleinichs Vater nach dem Krieg ein aktiver Genosse im Ort war und der Hauskauf vermutlich unter Ausnutzung der Machtstellung des Käufers getätigt wurde und damit zur Unwirksamkeit des Kaufvertrages führen könnte.
Der Streit um das Haus wird allmählich für beide Parteien unerträglich. Die Gleinichs möchten nicht länger Angst um ihr zu Hause haben müssen und überlegen aufzugeben. Aber auch die Wredes sind sich nicht sicher in einem Ort leben zu wollen, in dem sie nur Ablehnung erfahren. Dennoch macht Wrede Jochen Gleinich eine Angebot. Er will ihm 70.000 D-Mark als Entschädigung zahlen für alles, was in den letzten 37 Jahren am Haus gemacht wurde und dafür solle er das Haus verlassen. Gleinich geht daraufhin nachdenklich ins Haus und antwortet ihm, er müsse das mit seiner Familie besprechen.

## Hintergrund
Der Film Unser Haus war 1991 das erste Gemeinschaftsprodukt von ZDF und DEFA und thematisiert ein Problem, dem sich zahllose Familien – allein 200.000 im Raum Brandenburg nach der Wende stellen mussten.
Für Isabell Gerschke war es der erste Spielfilm, in dem sie mitgewirkt hat.

## Kritik
Der Spiegel schrieb seiner Zeit in Ausgabe 40/1991: „[...] Regisseur Griesmayr vermeidet bei den nun folgenden Konfrontationen alle Klischees. Der TV-Zuschauer erlebt keine imperial auftrumpfenden Westbürger, keine geduckten Ossis, sondern kann Schritt für Schritt miterleben, wie sich die Beteiligten, je tiefer sie in den Streit ums Haus gezogen werden, geradezu tragisch verstricken. Alle haben irgendwie recht, glücklich aber kann niemand werden.“
Sabine Jaspers schrieb in der TAZ: „Wenn Unser Haus auch deutlich der Familienserien-Ästhetik verhaftet ist, bleibt diese deutsch-deutsche Ansichtssache doch ein Versuch, ohne Schwarzweißmalerei auszukommen. Und auch wer zur Zeit ohne Dach über dem Kopf dasteht, kann sich hier in aller Ausgewogenheit ein Bild von den Motiven jener machen, die sich um eine Immobilie streiten. Und das ist ja schon mal was.“